# روحانية علمانية
تعرف الروحانية العلمانية بأنها التمسك بفلسفة روحية دون التمسك بدين. تؤكد الروحانية العلمانية على النمو الشخصي والسلام الداخلي للفرد، بدلاً من العلاقة مع الإله. تتكون الروحانية العلمانية من البحث عن معنى خارج مؤسسة دينية. فهي تعد علاقة المرء بالذات والآخرين والطبيعة وأي شيء آخر يعتبره المرء حتمية. غالبًا ما يكون هدف الروحانية العلمانية هو العيش بسعادة و/أو مساعدة الآخرين. وفقًا للفيلسوف الأمريكي روبرت سي سولومون، "تتماشى الروحانية مع الدين ولا تتعارض مع العلم أو النظرة العلمية". الروحانية المتجانسة هي الروحانية دون أي حاجة إلى "الآخر العالمي". الروحانية هي واحدة من الأهداف، وربما الهدف النهائي للفلسفة. يشير كورنيل دبليو دو تويت، رئيس معهد أبحاث اللاهوت والدين في جامعة جنوب إفريقيا، يشير إلى أن الروحانية العلمانية فريدة من نوعها من حيث أنها تتكيف جيدًا مع وجهات نظر العالم الحديث، وبالتالي فهي متوافقة مع المعتقدات الحديثة وطرق الحياة الأخرى، وبناء المجتمع من خلال تجارب "الرهبة" المشتركة. يجادل بيتر فان دير فير أيضًا بأن أحد الجوانب المهمة للروحانية العلمانية هو ترقيتها للمجتمع، وخلق التضامن من خلال الحقيقة العالمية المشتركة. يمكن اختبار هذه "الحقيقة العالمية" من خلال وجهة نظر علمانية أو غير دينية للعالم، دون الحاجة إلى مفهوم "قوة أعلى" أو "كائن خارق للطبيعة". يجري التوسط في حالات الروحانية العلمانية بشكل مختلف، إذ يمكن تشجيع حالات الرهبة من خلال مجموعة متنوعة من البيئات والمواقف الفريدة. في القرن الحادي والعشرين، يتواصل الأفراد بشكل متزايد مع الروحانية العلمانية من خلال التكنولوجيا. على النحو التالي، فإن العلاقة بين الممارسات الروحية المعاصرة والتكنولوجيا تتعمق جيدًا. جرى تكييف بعض الممارسات الدينية التقليدية من قبل الممارسين العلمانيين في ظل فهم روحي صارم، مثل اليوغا وتأمل اليقظة.

## التعريف
تؤكد الروحانية العلمانية على الصفات الإنسانية مثل الحب والرحمة والصبر والتسامح والمسؤولية والوئام والاهتمام بالآخرين. يجادل دو تويت بأن جوانب الحياة والتجربة الإنسانية التي تتجاوز النظرة المادية البحتة للعالم هي جوانب روحية؛ الروحانية لا تتطلب الإيمان بواقع خارق للطبيعة أو كائن إلهي. يمكن ممارسة اليقظة والتأمل من أجل الاعتزاز، والتعزيز، وتعزيز تنمية التعاطف لدى الفرد وإدارة الدوافع الأنانية للسلوك بالعطف والتسامح. يمكن اختبار هذا على أنه مفيد، أو حتى ضروري لتحقيق الإنسان، دون أي شرح أو تفسير خارق للطبيعة. قد تكون الروحانية في هذا السياق مسألة رعاية الأفكار والعواطف والكلمات والأفعال التي تنسجم مع الاعتقاد بأن كل شيء في الكون يعتمد على بعضه البعض. يقترح الباحث دانيال دينيت أن الروحانية مرتبطة بـ "الرهبة والفرح والشعور بالسلام والاندهاش"، موضحًا أن "الناس يخطئون في التفكير في الروحانية… وأن لها أي علاقة بالعقائد الدينية... أو ما هو خارق للطبيعة"، مدعيًا بدلاً من ذلك أن الروحانية يمكن أن تكون علمانية بالكامل، وغالبًا ما تكون كذلك. ومع ذلك،  يقترح النقاد أنه نظرًا إلى أن "الروحانية العلمانية ''لا تشير إلى وجود إيماني أو خارق للطبيعة أو أي بنى" دنيوية أخرى''، فلا يمكن اعتبارها روحانية حقًا - بدون بعض العناصر غير العادية/ الفائقة للطبيعة، يجادل المنشقون بأن الروحانية تتلخص في كونها لا شيء أكثر من مرادف للإنسانية.

## المنظرون

### كورنيل دبليو دو تويت
كورنيل دبليو دو تويت أستاذ في جامعة جنوب إفريقيا، أكمل دراساته في معهد اللاهوت والمسيولوجيا. يعرّف دو تويت "الروحانية العلمانية" على أنها ظاهرة معاصرة للروحانية يجري اختبارها في مجالات منفصلة عن الدين المؤسسي المنظم. يستشهد دو تويت بتعريف أليستر إي ماكغراث للروحانية في مناقشته للروحانية العلمانية، بحجة أن الروحانية تتعلق عمومًا بما يلي: "البحث عن حياة كاملة وأصيلة، بما في ذلك الجمع بين الأفكار المميزة... [بعض] الدين والتجربة الكاملة للعيش على أساس وضمن نطاق ذلك الدين. يجادل دو تويت بأن الروحانية العلمانية، كظاهرة معاصرة، تختلف عن الروحانيات السابقة. أثر عدد من التغييرات في وجهات النظر العالمية السائدة على مفهوم الروحانية. إن مفهوم الروحانية يعني شيئًا مختلفًا في العالم التكنولوجي العلمي الحالي عما هو عليه في عالم الأشباح والسحر والآلهة والشياطين، حيث يعتقد البشر أنهم تحت رحمة قوى لا يستطيعون السيطرة عليها. يعتقد دو تويت أن الزيادة في التفسيرات العلمية لما كان يُنظر إليه سابقًا على أنه حالات روحية "غير قابلة للتفسير" من الرهبة، قد زاد من ميل الأفراد إلى تسمية أي تجربة تبدو خاصة "روحية". يجادل دو تويت بأن أي عالم يمكن أن يستحضر تجربة روحانية سواء كانت قراءة رواية أو مشاهدة فيلم أو الذهاب في نزهة. الروحانية العلمانية ليست دينًا جديدًا، بل هي إمكانية لجميع الخبرات كي تتخذ صفة روحية، لا تقتصر على أي مجال ديني واحد أو عالم متعالٍ. يجادل دو تويت بأن التصنيع أدى إلى زيادة المادية في الغرب. يجادل دو تويت كذلك بأن المادية قد ساهمت في ثقافة غربية أكثر فردية، مما يدعم العلمانية. بقوله هذا، على الرغم من أن دو تويت يربط العلمانية بالفردانية، فإن دو تويت يؤكد على أن الروحانية العلمانية هي بطبيعتها مجتمعية، إذ يجادل بأنه في حين يمكن تجربة حالات الرهبة بشكل فردي، فإنها تساهم في النهاية في الجماعية - لأن حالات الرهبة هذه يمكن أن تحفز الناس للتأثير على الآخرين والطبيعة.

#### بيتر فان دير فير
يقترح بيترفان دير فير أن الروحانية العلمانية بدأت بالتركيز على تكوين هويات جماعية، قومية وسياسية، وضرورة مشاركة هذه المجتمعات في هوية روحية. بالنسبة لفان دير فير، نشأت الروحانية العلمانية في المجتمعات من خلال الصعود المتزامن للعلمانية والروحانية، بالإضافة إلى تفاعلهما في سياق عولمة القرن التاسع عشر. المفاهيم المستقلة التي تخلق الأطر لأنظمة المعتقدات المختلفة. بالنسبة لفان دير فير، فإن الجمع بين الروحاني والعلماني يسمح بربط التقاليد الخطابية في السياق التاريخي العالمي الذي يحافظ على هويات المجتمعات التي تشارك المعتقدات الروحية عبر الحدود الوطنية. يقترح فان دير فير أن ظاهرة الروحانية العلمانية تتطور مثل العديد من التعبيرات المختلفة عن الإيمان بسبب التكامل غير المتسق للروحانية في المجتمع العلماني داخل الفضاءات الاجتماعية والسوقية والسياسية. تعكس الروحانية العلمانية الفردية والانعكاسية الذاتية من خلال تشكيل هويات جماعية خارج السياق الجيوسياسي الحديث. لا تعني الروحانية العلمانية رفض الأفكار الحديثة عن الليبرالية أو الاشتراكية أو العلم، ولكنها موجودة بدلاً من ذلك كقراءة موازية للخطاب مع المجتمع المعاصر. يحدد فان دير فير استخدام هذه الأفكار المعاصرة لإنشاء مجتمعات من الأفراد الذين يتشاركون الاهتمامات العلمانية في نظام من الاعتقاد الرائع كأمثلة على الروحانية العلمانية.

##### كيم نوت
تركز كيم نوت بشكل خاص على المقدس العلماني، في مناقشتها للروحانية العلمانية. وبشكل أكثر تحديدًا، تركز نوت على إمكانية اختبار المقدس خارج سياق الدين المؤسسي. إنها تعتقد أن الوظائف المقدسة تكون داخل وخارج السياق اللاهوتي من خلال معتقدات الأفراد. تفكك نوت فكرة الفصل المفاهيمي المشترك للمقدس عن المدنس. وتجادل بأن مفهوم الدين لا ينبغي الخلط بينه وبين مفهوم المقدس، وأن مفهوم العلماني لا ينبغي الخلط بينه وبين مفهوم الدنس.
خلال فترة التنوير، حدث هذا الفصل بين الدين والروحانيات، إذ سُميت المواقع البرية والمستنقعات والخلجان وغيرها من المواقع بالأماكن المقدسة أو الروحية، دون أن يكون لها تأثير أو انتماء ديني. في هذا الفهم، يقوم المقدس في الطبيعة بحيث تخدم هذه المواقع المقدسة في التجربة المقدسة المكانية للفرد. يرى نوت أن الأفراد يختبرون المقدس من خلال التجسيد والمكانية وإدراك الجسد والمساحات داخله ومن حوله، وكأساس للمقدس يصبح اتصالًا عمليًا داخل حالات عبور الحدود التي تحدث داخل وخارج جسم الإنسان والأراضي المأهولة.